# Kocs
Kocs é um município da Hungria, situado no condado de Komárom-Esztergom. Tem 58,28 km² de área e sua população em 2015 foi estimada em 2.519 habitantes.